# Phaonia insularis
Phaonia insularis este o specie de muște din genul Phaonia, familia Muscidae. A fost descrisă pentru prima dată de Camillo Rondani în anul 1871.
Este endemică în Italia. Conform Catalogue of Life specia Phaonia insularis nu are subspecii cunoscute.